# Kogorou (Liboré)
Kogorou (auch: Kagourou, Ko Gorou und Kogourou) ist ein Weiler in der Landgemeinde Liboré in Niger.

## Geographie

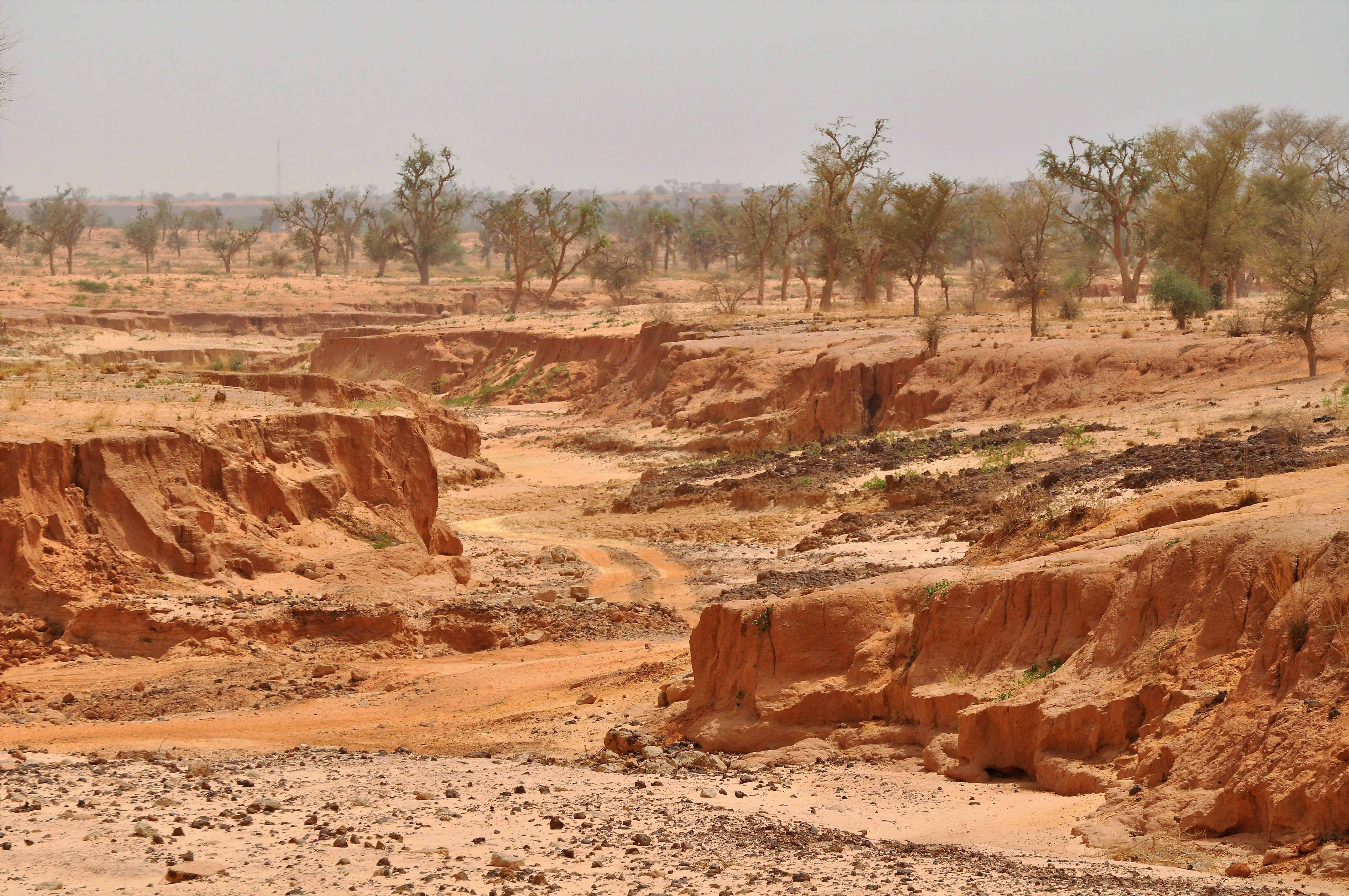
Ein Trockental östlich des Weilers Kogorou (2019)

Der Weiler befindet sich rund 16 Kilometer nordöstlich des Hauptorts Liboré der gleichnamigen Landgemeinde, die zum Departement Kollo in der Region Tillabéri gehört. Zu den Siedlungen in der näheren Umgebung von Kogorou zählen Yaboni im Nordosten und Bilfouda im Südosten.
Kogorou ist Teil der Übergangszone zwischen Sahel und Sudan. Die durchschnittliche jährliche Niederschlagsmenge beträgt hier zwischen 400 und 500 mm.

## Geschichte
Kogorou wurde Anfang des 20. Jahrhunderts gegründet. Die ersten Einwohner kamen aus dem am Fluss Niger gelegenen Dorf Tonko Bangou. Sie hielten sich anfangs nur während der Regenzeit zur Bewirtschaftung der Felder in Kogorou auf und kehrten nach der Ernte nach Tonko Bangou zurück, bis sie sich schließlich dauerhaft in der neuen Siedlung niederließen. In ethnischer Hinsicht handelte es sich vor allem um Zarma. Innerhalb der ersten zwanzig Jahre nach der Ortsgründung wanderten Fulbe-Viehzüchter zu. Diese verloren während der Dürren der 1970er und 1980er Jahre ihr Vieh und wurden auch zu Ackerbauern. Bei einer Untersuchung im Jahr 1983 waren in den Siedlungen Kogorou, Galbal, Gonzaré Béri und Sorey Béné 46 Prozent von 127 Kindern im Alter von 10 bis 14 Jahren an Schistosomiasis erkrankt. In allen Altersgruppen betrug die Infektionsrate 23 Prozent bei 966 untersuchten Personen.

## Bevölkerung
Bei der Volkszählung 2012 hatte Kogorou 925 Einwohner, die in 109 Haushalten lebten. Bei der Volkszählung 2001 betrug die Einwohnerzahl 785 in 99 Haushalten.

## Wirtschaft und Infrastruktur
Es gibt eine Grundschule in der Siedlung. Die türkische Agentur für Entwicklungszusammenarbeit errichtete eine Geflügelfarm, die speziell Witwen und armen Frauen zugutekommen soll. Durch Kogorou verläuft die 868 Kilometer lange Nationalstraße 25 zwischen den Städten Niamey und Agadez. Die Straße ist in diesem Abschnitt asphaltiert.